# 氯化锫
氯化锫是一种无机化合物，化学式BkCl3，有很强的放射性。它可由氧化锫和氯化氢气体在520 °C反应制得。它是六方晶体，与UCl3同构。它在水溶液中和氯化铯、氯化钠反应，可以结晶出Cs2NaBkCl6。